# Дерев'янко Євген Іванович
Євген Іванович Дерев'янко (нар. 7 січня 1968, Київ) — український скульптор, член Національної спілки художників України.

## Життєпис
Народився у сім'ї митців. Батько займається скульптурою, сестра — художник.
У 1987 році закінчив Республіканську художню школу імені Т.Шевченка (в якій нині викладає скульптуру, малюнок, композицію), а в 1995 році — Академію мистецтв України.
У 2005 році заснував «Майстерню Дерев'янка», у 2006 році створив персональну мистецьку галерею. У 2007 році відкрив «Арт-бутік Євгена Дерев'янка», у травні 2009 року — персональну мистецьку галерею левкасу та скульптури «Гольфстрім», та школу мистецтв для дітей та дорослих.
У 2011 році створив Театр людей-ляльок «Пілігрим» (з 2012 року — ляльковий театр притч «Mammals»). На сцені театру втілене досі небачене поєднання людського тіла та лялькового механізму. Театр залучено до списку лялькових театрів Міжнародного інституту маріонеток у Франції.
Стиль, в якому працює Євген Дерев'янко — «Експресіонізм з елементами символіки». Серед розмаїття матеріалів, які майстерно використовує скульптор: бронза, дерево, камінь, кераміка, скло. Авторською технікою скульптора є левкас — традиційна українська техніка, яка використовувалася для написання ікон у Стародавній Русі в Х — ХІІІ століттях.
Євген Дерев'янко є дипломантом конкурсів на відкриття пам'ятників видатним діячам української історії та культури.
Скульптор створив пам'ятник видатному українському кібернетику В. С. Михалевичу (в камені), а в лютому 2006 року у Святошинському районі Києва урочисто відкрито та освячено пам'ятник Миколі Святоші (у бронзі). Він є автором значної кількості пам'ятних відзнак.
Роботи експонуються в Італії, Іспанії, Франції, Канаді, Польщі, Греції, Америці та інших країнах.